# Psychiatriemuseum Haina

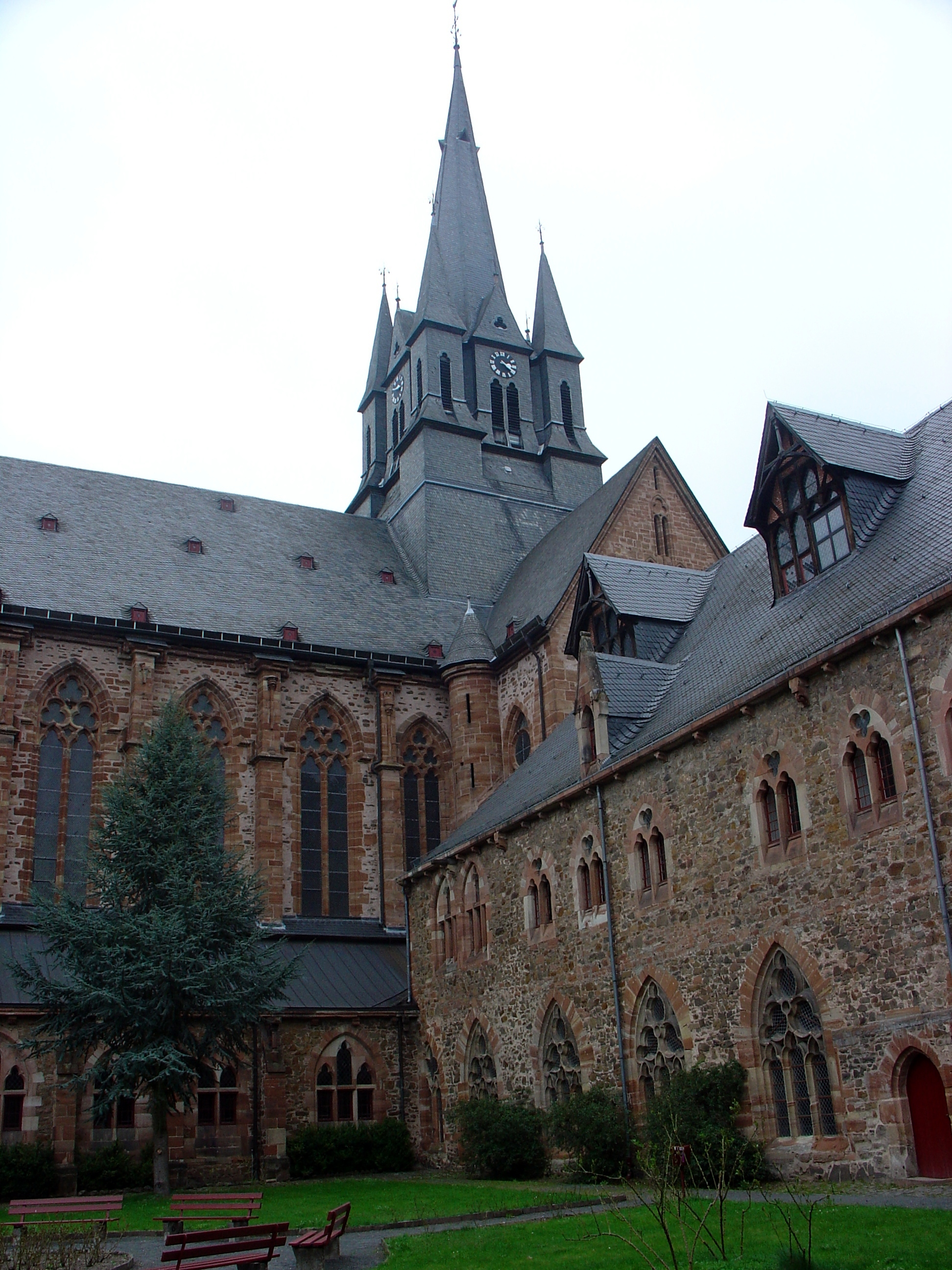
Kloster Haina

Das Psychiatriemuseum Haina befindet sich in einem ehemaligen Zisterzienser-Kloster in der nordhessischen Gemeinde Haina. Es wurde 1992 eröffnet. Die Räumlichkeiten des Museums befinden sich im ehemaligen „Brüdersaal“ (Parlatorium) des Klosters.

## Ausstellung

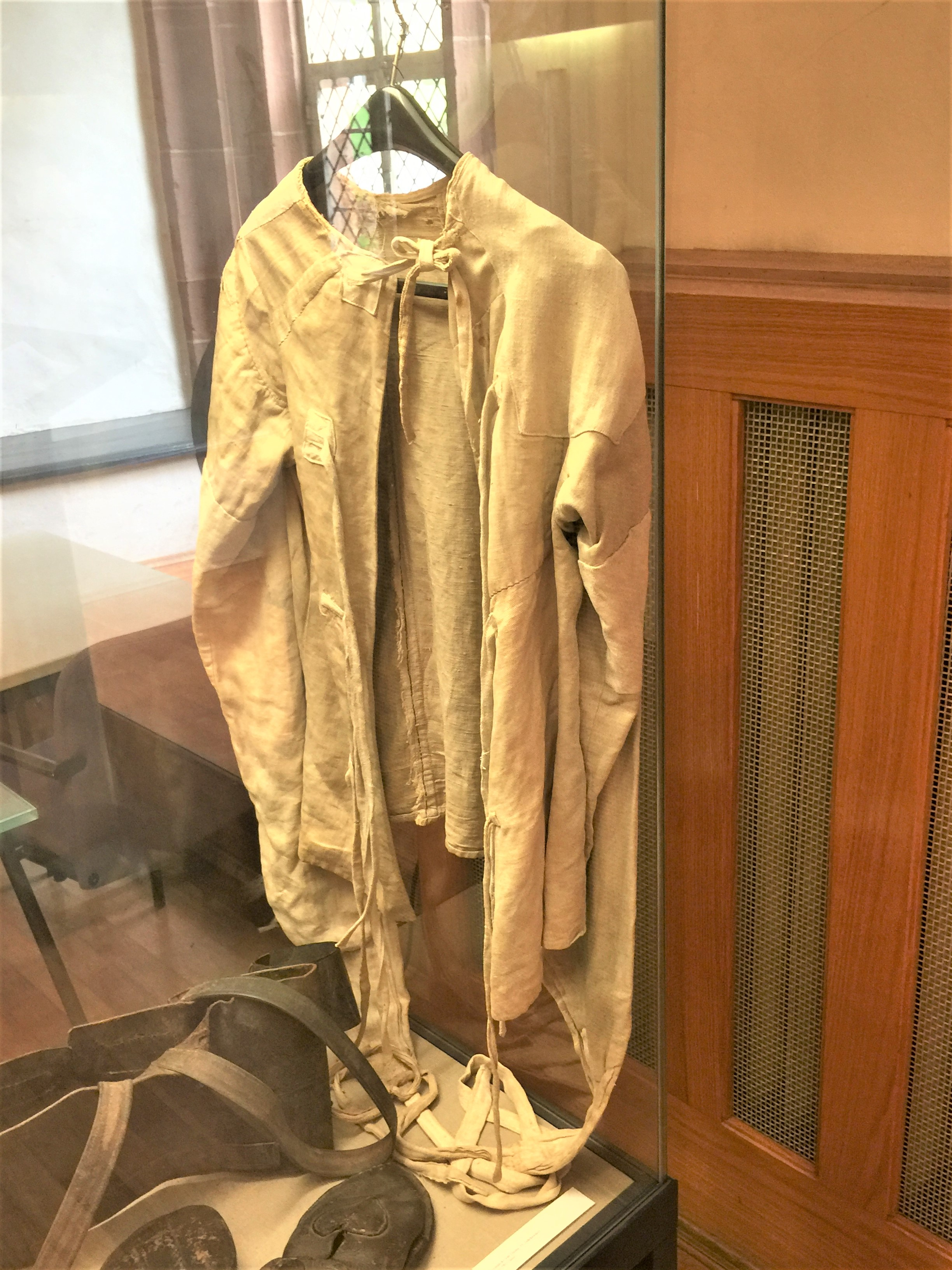
Exponat: Zwangsjacke

Zu den Exponaten zählt unter anderem ein Zwangsstuhl und das „Hohle Rad“ für unruhige Patienten, dessen Erfindung mit dem Namen des Arztes und Psychiaters Christian August Fürchtegott Hayner einhergeht. Weitere Bedeutung erhält das Museum neben den seit der Klosterzeit bewohnten historischen Gebäuden durch zahlreiche Exponate, Dokumente und Gegenstände aus der Geschichte der Psychiatrie seit dem frühen 16. Jahrhundert. Als Gedenkstätte ist es angegliedert an den Träger, die Vitos Klinik für Psychiatrie und Psychotherapie Haina. Mittelpunkt der Ausstellung bilden Alltag, Ordnung und Pflege der Patienten im einstigen Hospital und späteren Krankenhaus, mit der Absicht, „...einen Beitrag zum Verständnis des historischen Umgangs mit den “Seelenkranken„ zu leisten.“
Alle Artefakte, Dokumente und Ausstellungsstücke stammen aus dem Krankenhausarchiv (einer Außenstelle des Archivs des Landeswohlfahrtsverbandes Hessen).

## Geschichte
Anstoß zur Einrichtung eines Psychiatriemuseums war der große öffentliche Zuspruch und das immense Interesse an dem bis dahin lediglich als Sammlung existierenden Material, welches in einer Sonderausstellung „800 Jahre Haina – Kloster – Hospital – Forst“ anlässlich der 800-Jahr-Feier des Klosters 1988 der Öffentlichkeit präsentiert wurde. Daraufhin entschlossen sich Krankenhausträger und der Landeswohlfahrtsverband Hessen zur Einrichtung dieser psychiatrie-historischen Stätte. Nach ihrer Fertigstellung präsentiert diese in vier Abteilungen mit unterschiedlichen Themenschwerpunkten schriftliche, gegenständliche und bildliche Dokumente über die Behandlung psychiatrischer Patienten in den vergangenen 400 Jahren.